# Чемпионат мира по международным шашкам среди мужчин 2006 (матч)
Чемпионат мира по международным шашкам среди мужчин 2006 года должен был проходить в октябре 2006 года в Якутске и представлять собой матч-реванш между действующим чемпионом мира 2005 года Алексеем Чижовым и экс-чемпионом прошлых лет Александром Георгиевым, однако из-за финансовой недоговоренности Чижов отказался от участия, и победа была присуждена Георгиеву.